# Oligolektisk
Oligolektisk menar inom entomologin att en viss insektsart är specialiserad i sitt födosökande – att den samlar pollen och nektar från bara en växtfamilj. Motsatsen, att söka föda från en vid grupp växter, heter att arten är polylektisk.
I Sverige finns 62 oligolektiska arter vildbin, exempelvis lysingbiet Macropis europaea på Lysimachia-arter (lysing), och småsovarbiet på blåklockor.